# 基地業務群 (第1航空団)
第1航空団基地業務群（だい1こうくうだんきちぎょうむぐん）は、浜松基地に所在する第1航空団隷下の部隊である。

## 概要
浜松基地における基地業務を任務とする。他航空団とは異なり、基地防空隊を編成しない。

## 部隊編成
- 群本部
- 飛行場勤務隊
- 施設隊
- 通信隊
- 管理隊
- 業務隊
- 会計隊
- 衛生隊

## 主要幹部
| 官職名                  | 階級    | 氏名     | 補職発令日     | 前職                                     |
| ----------------------- | ------- | -------- | -------------- | ---------------------------------------- |
| 第1航空団基地業務群司令 | 1等空佐 | 世良達裕 | 2017年08月01日 | 統合幕僚監部運用部運用第2課 災害派遣班長 |

| 代 | 氏名       | 在職期間                                                        | 前職                                              | 後職                              |
| -- | ---------- | --------------------------------------------------------------- | ------------------------------------------------- | --------------------------------- |
|    | 宇野十郎   | 0000年00月00日 - 1957年09月01日                                 |                                                   | 第1航空団第1基地業務群司令        |
|    |            | 0000年00月00日 - 0000年00月00日                                 |                                                   |                                   |
|    | 高橋正次   | 1960年08月01日 - 1960年09月30日 第1航空団基地業務群司令事務取扱 | 第1航空団副司令                                   | 第1航空団副司令                   |
|    |            | 0000年00月00日 - 0000年00月00日                                 |                                                   |                                   |
|    | 開発喜八郎 | 0000年00月00日 - 1963年03月15日                                 |                                                   | 航空自衛隊幹部候補生学校学生隊長  |
|    | 吉井博通   | 0000年00月00日 - 1964年03月15日                                 |                                                   | 飛行教育集団司令部監理部長        |
|    |            | 0000年00月00日 - 0000年00月00日                                 |                                                   |                                   |
|    | 熊谷雅夫   | 1967年07月17日 - 1969年07月15日                                 | 航空幕僚監部監理部監理班長                        | 西部航空方面隊司令部監理部長      |
|    | 小竹亟     | 0000年00月00日 - 1971年02月15日                                 |                                                   | 西部航空方面隊司令部監理部長      |
|    | 清水博     | 0000年00月00日 - 1973年02月15日                                 |                                                   | 偵察航空隊勤務                    |
|    | 渡邉喜久   | 0000年00月00日 - 1974年07月15日                                 |                                                   | 保安管制気象団司令部装備部長      |
|    | 小林昭二   | 1974年07月16日 - 1976年03月15日                                 | 航空自衛隊術科教育本部教育部 教育班長             | 北部航空方面隊司令部人事部長      |
|    | 鵜川良平   | 0000年00月00日 - 1977年07月31日                                 |                                                   | 南西航空混成団司令部監理部長      |
|    | 岡崎守雄   | 0000年00月00日 - 1980年01月31日                                 |                                                   | 防衛研修所所員                    |
|    | 勝山満     | 0000年00月00日 - 1981年07月31日                                 |                                                   | 教導高射隊勤務                    |
|    | 松井芳弘   | 1981年08月01日 - 1983年07月31日                                 | 航空自衛隊幹部学校付                              | 自衛隊岐阜地方連絡部長            |
|    | 佐藤守之   | 1983年08月01日 - 1985年03月15日                                 | 第7航空団司令部監理部長                           | 北部航空方面隊司令部監理部長      |
|    | 齋間孝一   | 1985年03月16日 - 1986年12月04日                                 | 航空救難団救難教育隊長                            | 航空教育隊基地業務群司令          |
|    | 鈴木和親   | 1986年12月05日 - 1989年03月15日                                 | 第7航空団勤務                                     | 第1航空団勤務                     |
|    | 佐藤守之   | 1989年03月16日 - 1990年07月31日                                 | 航空自衛隊第1術科学校業務部長                     | 航空教育集団司令部勤務            |
|    | 桑原武彦   | 1990年08月01日 - 1991年11月30日                                 | 航空幕僚監部装備部装備課輸送室長                  | 第3輸送航空隊司令 兼 美保基地司令 |
|    | 富樫治光   | 1991年12月01日 - 1993年03月31日                                 | 航空幕僚監部人事教育部教育課 術科教育班長         | 第1基地防空群司令                 |
|    | 吉田正     | 1993年04月01日 - 1994年03月22日                                 | 航空幕僚監部人事教育部教育課 飛行教育班長         | 航空幕僚監部防衛部防衛課長        |
|    | 柴田雄二   | 1994年03月23日 - 1996年03月30日                                 | 自衛隊秋田地方連絡部長                            | 航空救難団飛行群司令              |
|    | 正岡富士夫 | 1996年03月31日 - 1997年07月31日                                 | 自衛隊秋田地方連絡部長                            | 航空幕僚監部監理部法務課勤務      |
|    | 萩原米雄   | 1997年08月01日 - 1999年03月28日                                 | 航空幕僚監部人事教育部厚生課 厚生班長             | 航空幕僚監部装備部装備課輸送室長  |
|    | 山内賢二   | 1999年03月29日 - 2001年01月10日                                 | 航空幕僚監部防衛部防衛課 装備体系企画調整官       | 自衛隊福島地方連絡部長            |
|    | 諏訪吉信   | 2001年01月11日 - 2002年03月31日                                 | 航空総隊司令部防衛部運用課 航空連絡官             | 第3航空団副司令                   |
|    | 中村吉志   | 2002年04月01日 - 2003年03月31日                                 | 航空自衛隊補給本部総務部人事課長                  | 航空教育隊第2教育群司令           |
|    | 森田公治   | 2003年04月01日 - 0000年00月00日                                 | 統合幕僚学校学校教官                              |                                   |
|    |            | 0000年00月00日 - 0000年00月00日                                 |                                                   |                                   |
|    | 日吉章夫   | 0000年00月00日 - 2007年03月27日                                 |                                                   | 情報本部画像・地理部長            |
|    | 渡邉喜郎   | 2007年03月28日 - 2008年03月31日                                 | 航空自衛隊第1補給処立川支処長 兼 立川分屯基地司令 | 航空自衛隊補給本部第1部長         |
|    | 福山愼吾   | 2008年04月01日 - 0000年00月00日                                 | 航空自衛隊幹部学校勤務                            |                                   |
|    | 和久田昌宏 | 2009年12月01日 - 2011年11月30日                                 | 航空幕僚監部会計監査室長                          | 第1航空団付                       |
|    | 三島信彦   | 2011年12月01日 - 2013年07月31日                                 | 航空幕僚監部防衛部情報通信課 計画班長             | 航空自衛隊第3補給処副処長         |
|    | 塩川壮     | 2013年08月01日 - 2014年11月30日                                 | 航空幕僚監部人事教育部教育課 一般教育班長         | 航空支援集団司令部防衛部防衛課長  |
|    | 辰井一成   | 2014年12月01日 - 2016年03月24日                                 | 電子開発実験群司令                                | 飛行開発実験団副司令              |
|    | 大藏広幸   | 2016年03月25日 - 2017年07月31日                                 | 統合幕僚監部首席法務官付法務官                    | 中部航空方面隊司令部総務部長      |
|    | 世良達裕   | 2017年08月01日 -                                                | 統合幕僚監部運用部運用第2課 災害派遣班長          |                                   |